# Koštanjica (Bar)
Pour les articles homonymes, voir Koštanjica.
Koštanjica (en serbe cyrillique : Коштањица; en albanais: Gështenja) est un village du sud du Monténégro, dans la municipalité de Bar.

## Démographie

### Évolution historique de la population
| 1948 | 1953 | 1961 | 1971 | 1981 | 1991 | 2003 |
| ---- | ---- | ---- | ---- | ---- | ---- | ---- |
| 402  | 517  | 551  | 564  | 609  | 398  | 216  |